# Steingrün
Steingrün – auch Mohrnhaus genannt – ist ein Gemeindeteil der Gemeinde Berg im Landkreis Hof (Oberfranken, Bayern).

## Lage
Die Einöde Steingrün liegt abseits der Straßen südöstlich des Dorfes Reitzenstein am Wald Mohrnhaus hoch über dem Issigbach. Östlich jenseits der Staatsstraße 2198 liegt der Berger Gemeindeteil Hadermannsgrün.
Früher wurde Mohrnhaus über einen hydraulischen Widder mit Wasser aus der Issig versorgt.